# Randall Garrett
Randall Garrett (n. 16 decembrie 1927, Lexington⁠(d), Missouri, SUA – d. 31 decembrie 1987, Waco, Texas, SUA) a fost un scriitor american de literatură fantastică și științifico-fantastică. A contribuit la revista Astounding și alte reviste în anii 1950 și anii 1960. El l-a instruit pe Robert Silverberg în privința tehnicilor de vânzare a unor cantități mari de science fiction de acțiune-aventură și a colaborat cu el la două romane despre oameni de pe Pământ care perturbă o civilizație agrară pașnică de pe o planetă extraterestră.

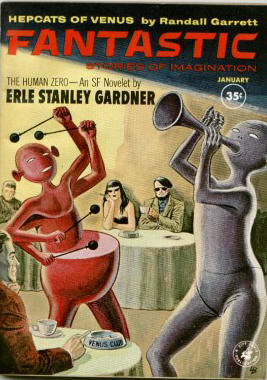
Nuveleta lui Garrett "Hepcats of Venus" pe coperta din ianuarie 1962 a revistei Fantastic

## Lucrări scrise

### CiclulGandalara
De Garrett și de soția sa Vicki Ann Heydron; scris de Heydron după un proiect al primului volum și o schiță a seriei realizată de Garrett.
1. The Steel of Raithskar (1981)
2. The Glass of Dyskornis (1982)
3. The Bronze of Eddarta (1983)
4. The Well of Darkness (1983)
5. The Search for Kä (1984)
6. Return to Eddarta (1985)
7. The River Wall (1986)

- The Gandalara Cycle I (1986), antologie care cuprinde volumele 1-3 de deasupra
- The Gandalara Cycle II (1986), cuprinde volumele 4-6 de deasupra

### SeriaLord Darcy
Lord Darcy este un detectiv dintr-o istorie alternativă. În primele povești s-a afirmat că au loc în același an în care au fost publicate, dar într-o lume cu o istorie alternativă care este diferită de a noastră și care este guvernată mai degrabă de regulile magiei decât de regulile fizicii. În ciuda capcanelor magice, magia nu este folosită niciodată pentru găsirea soluției unui mister.
Romanul Too Many Magicians are loc în 1966, cu toate acestea, are loc într-o lume cu o istorie alternativă. Regii din 
Casa de Plantagenet au supraviețuit și conduc un mare imperiu anglo-francez. În plus, în jurul anului 1300 d.Hr., au fost descoperite legile magiei și s-au dezvoltat o știință magică. Științele fizice nu au fost niciodată dezvoltate. Societatea arată ca cea victoriană timpurie, cu toate că magia medicală este superioară medicinei noastre.
Cartea folosește convențiile unei povestiri de detectivi. Protagonistul este Lord Darcy, anchetator șef al ducelui de Normandia. Acest personaj asemănător lui Sherlock Holmes este asistat de maestrul Sean O'Lochlainn, un vrăjitor criminalist.
Romanul este un mister al camerei încuiate, care are loc la o convenție a vrăjitorilor. Garrett se delectează cu numeroase jocuri de cuvinte. Apar analogi ai lui Nero Wolfe, Archie Goodwin, James Bond și Gandalf cel Gri.
1. Murder and Magic (1979), colecție a unor povestiri din 1964–1973  - conține povestirile 1, 2, 3 și 4 de mai jos[6]
2. Too Many Magicians (1966), roman, în foileton în 1966 în Analog Science Fiction, carte Doubleday în același an
3. Lord Darcy Investigates (1981), colecție a unor povestiri din 1974–1979   - conține povestirile 5, 6, 7 și 9 de mai jos[7]

- Lord Darcy (1983),  antologie care cuprinde volumele 1-3 de deasupra. Ediția din 2002 adaugă 2 povești necolectate (8 și 10 de mai jos), cu o editare minoră pentru a elimina repetările din fundal.[8]

Seria conține și două romane de Michael Kurland: Ten Little Wizards (1988, ISBN 0-441-80057-2) și A Study in Sorcery (1989, ISBN 0-441-79092-5).
Povestiri ale seriei
1. "The Eyes Have It" (1964)
2. "A Case of Identity" (1964)
3. "The Muddle of the Woad" (1965)
4. "A Stretch of the Imagination" (1973)
5. "A Matter of Gravity" (1974)
6. "The Ipswich Phial" (1976)
7. "The Sixteen Keys" (1976)
8. "The Bitter End" (1978)
9. "The Napoli Express" (1979)
10. "The Spell of War" (1979)

### SeriaNidorian
Cu Robert Silverberg, ca Robert Randall.
- 1 The Shrouded Planet (Planeta învăluită, 1957).

Roman format din trei povestiri legate între ele: "The Chosen People" (Astounding SF, iunie 1956), "The Promised Land" (Astounding SF, august 1956) și "False Prophet" (Astounding SF, decembrie 1956; de asemenea pe coperta revistei). Capitole de legătură între povestiri au fost adăugate în roman.
Toate povestirile se referă la planeta fictivă Nidor și efectele venirii pământenilor asupra locuitorilor săi umanoizi. Oamenii de pe Terra au o tehnologie avansată și motive aparent binevoitoare. Firul comun este o familie, începând cu Kiv peGanz Brajjyd, fiica sa Sindi și fiul ei Norvis. Fiecare contribuie la distrugerea lentă a societății nidoriene, ceea ce se pare că doresc cu adevărat pământenii.
- 2 The Dawning Light (1959)

Acest roman descrie schimbările, după evenimentele din The Shrouded Planet, care au loc în societatea planetei fictive Nidor, o lume perpetuă acoperită de nori denși, locuită de umanoizi asemănători oamenilor, dar care diferă în mai multe privințe, în special prin faptul că sunt acoperiți de la cap până la picior de o blană scurtă pufoasă. Nivelul tehnologic al societății este asemănător Europei Renașterii și a fost așa de mii de ani.
În roman, personajele principale se luptă să scape de influența pământenilor. Aceștia sunt oameni cu tehnologie avansată, care au venit pe planeta lor ca binefăcători, fondând o universitate și prezidând progresele în agricultură, dar a căror muncă părea întotdeauna să aibă rezultate adverse.

### SeriaPsi-Power
Cu Laurence M. Janifer, ca Mark Phillips.
- Brain Twister (1962) , extindere a That Sweet Little Old Lady (1959)
- "The Impossibles" (1963) , publicată anterior ca "Out Like a Light" (1960)
- Supermind (1963) , a.k.a. Occasion For Disaster

### Romane
- Pagan Passions (1959)  cu Laurence Janifer (ca Larry M. Harris)
- Unwise Child (1962) , sau Starship Death
- Anything You Can Do... (1963) , ca Darrel T. Langart, sau Anything You Can Do, a.k.a. Earth Invader

### Colecții
- Takeoff - Takeoff! (1980), Takeoff Too! (1987)
- The Best of Randall Garrett (1982) editată de Robert Silverberg
- A Little Intelligence (2009) cu Robert Silverberg,  o colecție a primelor lor povești de ficțiune de mister SF (Crippen & Landru, 2009)
- Psichopath and Other Science Fiction Stories (2009)
- The Bramble Bush, The Destroyers, The Highest Treason, A Spaceship Named McGuire; A Collection of Short Stories (2011)
- Leland Hale, Galactic Conman (2011)

### Antologii editate
- Rastignac the Devil | Despoilers of the Golden Empire (2010) cu Philip José Farmer
- The Terror Out of Space | Quest of the Golden Ape (2011) cu Dwight V. Swain și Milton Lesser (ca Ivar Jorgensen, Dwight V. Swain și Adam Chase)

### Povestiri

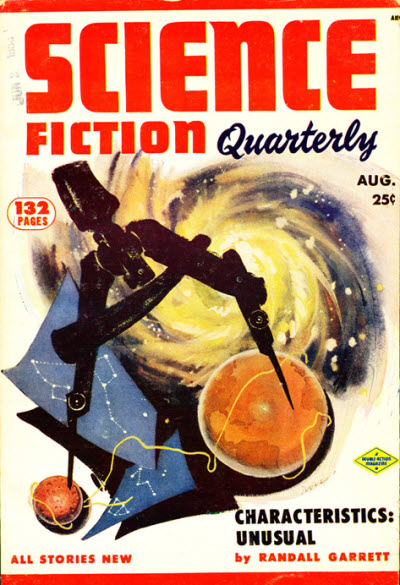
Nuveleta lui Garrett "Characteristics: Unusual" pe coperta din august 1953 a revistei Science Fiction Quarterly

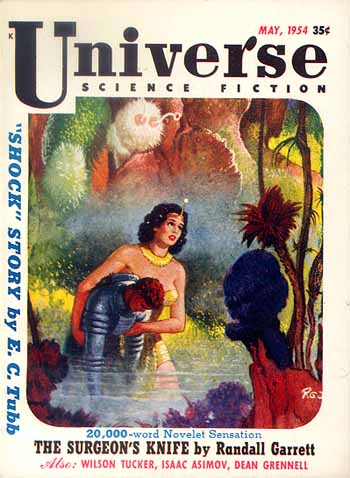
Nuvela lui Garrett "The Surgeon's Knife" pe coperta din mai 1954 a revistei Universe Science Fiction

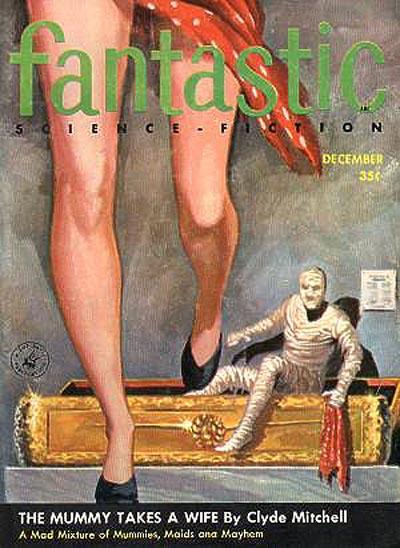
Sub pseudonimul colectiv "Clyde Mitchell", Garrett și Robert Silverberg au scris "The Mummy Takes a Wife" pentru revista Fantastic Stories

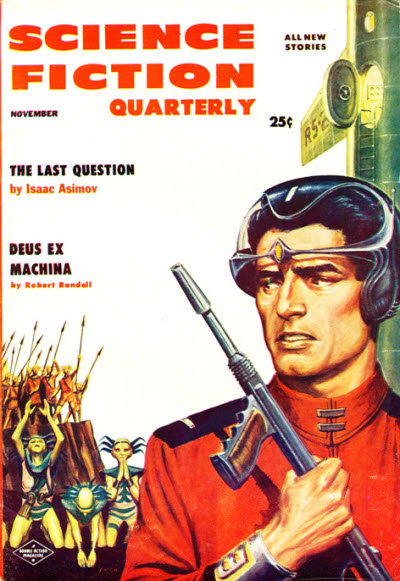
O altă colaborare Garrett-Silverberg, "Deus Ex Machina", sub pseudonimul colectiv "Robert Randall", pe coperta din noiembrie 1956 a revistei Science Fiction Quarterly

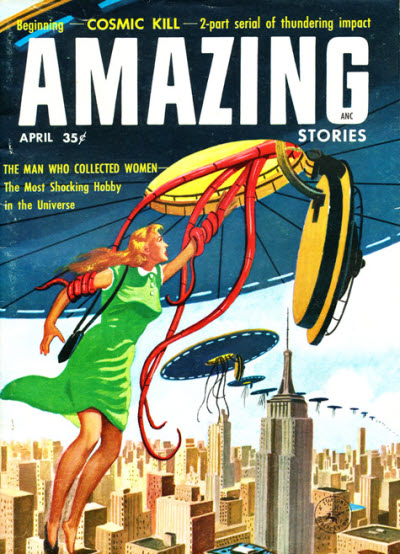
Nuveleta lui Garrett "The Man Who Collected Women" pe coperta din aprilie 1957 a revistei Amazing Stories

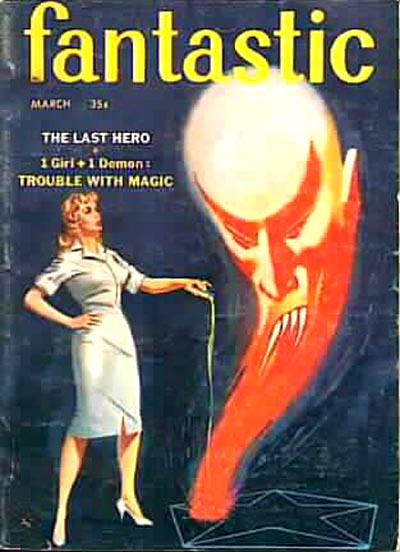
Nuveleta lui Garrett "Trouble with Magic" pe coperta din martie 1959 a revistei Fantastic

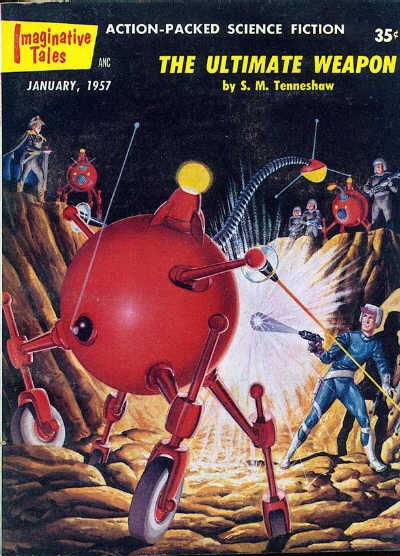
Sub pseudonimul colectiv "S. M. Tenneshaw", Garrett și Robert Silverberg au scris "The Ultimate Weapon" pentru revista Imaginative Tales

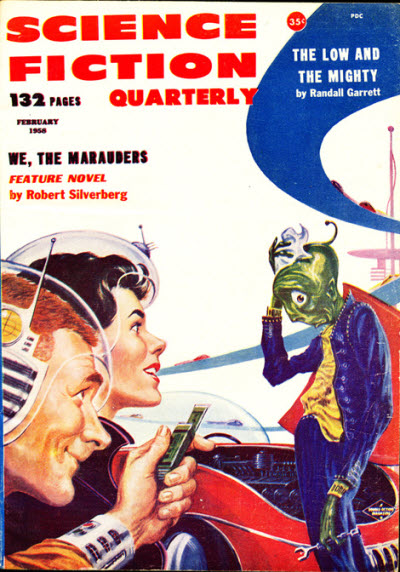
Nuvela lui Garrett "The Low and the Mighty" pe coperta ultimului număr al revistei Science Fiction Quarterly (din 1958)

- "The Absence of Heat" (1944) ca Gordon Garrett, apărută în rubrica "Probability Zero" de la Astounding Science Fiction, iunie 1944
- "By the Rules" (1950) ca David Gordon, în Other Worlds Science Stories, octombrie 1950
- "The Waiting Game" (1951)
- "No Approach" (1951) ca David Gordon
- "Pest" (1952) cu Lou Tabakow
- "The Day the Gods Fell" (1953) ca Ivar Jorgensen
- "The Wishing Stone" (1953) ca Ivar Jorgensen
- "Belly Laugh" (1953)  de asemenea ca Ivar Jorgensen
- "Something for the Woman" (1953) ca Ivar Jorgensen
- "Instant of Decision" (1953)
- "The Wishing Stone" (1953) ca Ivar Jorgensen
- "Characteristics: Unusual" (1953)
- "Nom d'un Nom" (1953)
- "The Breakfast Party" (1953) a.k.a. "League of the Living Dead" (1953)
- "Blessed Are the Murderous" (1954) ca Ivar Jorgensen
- "Derelict of Space" (1954)
- "Time Fuze" (1954)
- "Hell to Pay" (1954)
- "The Wayward Course" (1954)
- "The Surgeon's Knife" (1954)
- "Woman Driver" (1954)
- "The Hunting Lodge" (1954)
- "Infinite Resources" (1954)
- "Spatial Delivery" (1954)
- "The Genius" (1955) ca Ivar Jorgensen
- "The Man Who Talked to Bees" (1955) ca Ivar Jorgensen
- "Two to the Stars" (1955) ca Ivar Jorgensen
- "Plague Planet" (1955) ca Ivar Jorgensen
- "The Beast with Seven Tails" (1956) cu Robert Silverberg (ca Leonard G. Spencer)
- "Calling Captain Flint" (1956) cu Robert Silverberg (ca Richard Greer)
- "Catch a Thief" (1956) cu Robert Silverberg (de asemenea ca Gordon Aghill)
- "The Chosen People" (1956) cu Robert Silverberg (ca Robert Randall)
- "Gambler's Planet" (1956) cu Robert Silverberg (ca Gordon Aghill)
- "A Trip to Anywhen" (1956) ca Ivar Jorgensen
- "The Girl from Bodies, Inc." (1956) cu Robert Silverberg (ca Leonard G. Spencer)
- "The Mummy Takes a Wife" (1956) cu Robert Silverberg (de asemenea ca Clyde Mitchell)
- "The Alien Dies at Dawn" (1956) cu Robert Silverberg (ca Alexander Blade)
- "The Great Kladnar Race" (1956) cu Robert Silverberg (de asemenea ca Richard Greer)
- "Deus Ex Machina" (1956) cu Robert Silverberg (de asemenea ca Robert Randall)
- "No Future in This" (1956) cu Robert Silverberg (de asemenea ca Robert Randall)
- "Masters of the Metropolis" (1956) cu Lin Carter
- "Quick Cure" (1956)
- "The Best of Fences" (1956)
- "Code in the Head" (1956)
- "Machine Complex" (1956)
- "The Saboteur" (1956)
- "The Promised Land" (August 1956) cu Robert Silverberg (ca Robert Randall)
- "There's No Fool..." (1956) de asemenea ca David Gordon
- "The Slow and the Dead" (1956) cu Robert Silverberg (de asemenea ca Robert Randall)
- "Suite Mentale" (1956)
- "Stroke of Genius" (1956)
- "The Man Who Hated Mars" (1956)
- "Sound Decision" (1956) cu Robert Silverberg
- "The Man Who Knew Everything" (1956)
- "Heist Job on Thizar" (1956)
- "The Judas Valley" (1956)  with Robert Silverberg (de asemenea ca Gerald Vance)
- "With All the Trappings" (1956)
- "Puzzle in Yellow" (1956)
- "No Trap for the Keth" (1956) cu Robert Silverberg (ca Ralph Burke)
- "Tools of the Trade" (1956) cu Robert Silverberg (ca Robert Randall)
- "Death to the Earthman" (1956)
- "The Inquisitor" (1956)
- "Secret of the Green Invaders" (1956) cu Robert Silverberg (ca Robert Randall)
- "Battle for the Thousand Suns" (1956) cu Robert Silverberg (ca Calvin Knox și David Gordon)
- "False Prophet" (December 1956) cu Robert Silverberg ca (Robert Randall)
- "Quest of the Golden Ape" (1957) ca Ivar Jorgensen, cu Milton Lesser ca Adam Chase
- "The Vengeance of Kyvor" (1957)
- "The Penal Cluster" (1957)  ca Ivar Jorgensen
- "The Secret of the Shan" (1957) cu Robert Silverberg (ca Richard Greer)
- "And Then He Was Two" (1957) ca Ivar Jorgensen
- "The Convincer" (1957) ca David Gordon
- "Hero from Yesterday" (1957) cu Robert Silverberg (ca Robert Randall)
- "House Operator" (1957) cu Robert Silverberg (ca S.M. Tenneshaw)
- "Slaughter on Dornell IV" (1957) cu Robert Silverberg (ca Ivar Jorgensen)
- "The Incomplete Theft" (1957) cu Robert Silverberg (ca Ralph Burke)
- "The Star Slavers" (1957)
- "The Ultimate Weapon" (1957) cu Robert Silverberg (ca S.M. Tenneshaw)
- "Wednesday Morning Sermon" (1957) cu Robert Silverberg (ca Alexander Blade)
- "The Time Snatcher" (1957)
- "Time to Stop" (1957)
- "The Devil Never Waits" (1957)
- "The Man With X-Ray Eyes" (1957) cu Robert Silverberg (ca Leonard G. Spencer)
- "Bleekman's Planet" (1957) cu Robert Silverberg (ca Ivar Jorgensen)
- "Deadly Decoy" (1957) cu Robert Silverberg (ca Clyde Mitchell)
- "Hungry World" (1957)
- "The Man Who Hated Noise" (1957) cu Robert Silverberg (ca S.M. Tenneshaw)
- "Saturnalia" (1957)
- "The Man Who Collected Women" (1957)
- "Guardians of the Tower" (1957)
- "What's Eating You?" (1957)
- "The Last Killer" (1957)
- "You Too Can Win a Harem" (1957)
- "Needler" (1957)
- "A Pattern for Monsters" (1957)
- "Six Frightened Men" (1957)
- "Blank?" (1957)
- "Kill Me If You Can!" (1957) ca S.M. Tenneshaw
- "The Best Policy" (1957) de asemenea ca David Gordon. Un savant de pe Terra, Edwin Magrude, este răpit de un grup de recunoaștere al unei civilizații extraterestre ostilă, dar acesta îi convinge că pământenii sunt o rasă superioară și mult mai avansată așa că aceștia ajung să trimită umili ambasadori în loc să cucerească planeta. Faptul că acești extratereștri au un detector al adevărului perfect funcțional, face ca eroul să-și formuleze fiecare comentariu foarte atent, dar ambiguu, astfel încât să poată spună câte o minciună gogonată în timp ce este literalmente sincer.

- "Gift from Tomorrow" (1957)
- "Devil's World" (1957)
- "Pirates of the Void" (1957) cu Robert Silverberg (ca Ivar Jorgensen)
- "Hot Trip for Venus" (1957) cu Robert Silverberg (ca Ralph Burke)
- "Skid Row Pilot" (1957)
- "Look Out! Duck!" (1957) de asemenea ca David Gordon
- "Killer - First Class" (1957)
- "Gentlemen: Please Note" (1957)
- "The Mannion Court-Martial" (1957)
- "The Ambassador's Pet" (1957) cu Robert Silverberg (ca Alexander Blade)
- "Deathtrap Planet" (1957)
- "Satellite of Death" (1957)
- "A Bird in the Hand" (1958) ca David Gordon
- "All the King's Horses" (1958) cu Robert Silverberg (ca Robert Randall)
- "Intelligence Quotient" (1958) de asemenea ca David Gordon
- "Menace from Vega" (1958) cu Robert Silverberg (ca Robert Randall)
- "Strike the First Blow!" (1958)
- "Beyond Our Control" (1958)
- "Vanishing Act" (1958) cu Robert Silverberg (ca Robert Randall)
- "The Low and the Mighty" (1958)
- "Penal Servitude" (1958)
- "Decision Final" (1958) cu Robert Silverberg (ca Robert Randall)
- "Far from Somewhere" (1958)
- "No Connections" (1958) a.k.a. "...No Connections" (1958)
- "Prisoner of War" (1958)
- "A Little Intelligence" (1958) cu Robert Silverberg (de asemenea ca Randall Garrett, de asemenea ca Robert Randall)
- "...And Check the Oil" (1958)
- "Burden the Hand" (1958)
- "The Savage Machine" (1958)
- "The Queen Bee" (1958)
- "Backward, Turn Backward" (1959)
- "Despoilers of the Golden Empire" (1959)
- "The Trouble With Magic" (1959)
- "Cum Grano Salis" (1959)  de asemenea ca David Gordon
- "Small Miracle" (1959)
- "But, I Don't Think" (1959)
- "Ready, Aim, Robot!" (1959)
- "Dead Giveaway" (1959)
- "...Or Your Money Back" (1959)  de asemenea ca David Gordon
- "The Unnecessary Man" (1959)
- "The Destroyers" (1959)
- "The Price of Eggs" (1959)
- "Viewpoint" (1960)
- "What the Left Hand Was Doing" (1960)  ca Darrell T. Langart
- "Mercenaries Unlimited" (1960) ca David Gordon
- "In Case of Fire" (1960)
- The Measure of a Man (1960)
- "Damned If You Don't" (1960)
- "By Proxy" (1960) ca David Gordon
- "... And Peace Attend Thee" (1960)
- "Psichopath" (1960) de asemenea ca Darrell T. Langart, a.k.a. "Psicopath" (1960)
- "Engineer's Art" (1961)
- "Hanging by a Thread" (1961)  ca David Gordon
- "The Foreign Hand-Tie" (1961)  a.k.a. "The Foreign Hand Tie", de asemenea ca David Gordon
- "Fifty Per Cent Prophet" (1961)  cq Darrell T. Langart
- "The Highest Treason" (1961)
- "Random Choice" (1961)
- "Something Rich and Strange" (1961) cu Avram Davidson
- "A Spaceship Named McGuire" (1961)
- "The Blaze of Noon" (1961) cu Avram Davidson
- "The Asses of Balaam" (1961)  ca David Gordon
- "Mustang" (1961)
- "Anything You Can Do" (1962) Short Version ca Darrell T. Langart
- "La Difference" (1962)
- "Nor Iron Bars a Cage ..." (1962)  ca Johnathan Blake MacKenzie
- "Anchorite" (1962) ca Johnathan Blake MacKenzie
- "Hepcats of Venus" (1962) a.k.a. "The Cosmic Beat" (1962)
- "Hail to the Chief" (1962)  de asemenea ca Janet Argo and Sam Argo
- "His Master's Voice" (1962)
- "The Bramble Bush" (1962)
- "Spatial Relationship" (1962)
- "... After a Few Words ..." (1962) de asemenea ca Seaton McKettrig
- "With No Strings Attached" (1963)  de asemenea ca David Gordon
- "Thin Edge" (1963)  de asemenea ca Johnathan Blake MacKenzie
- "A World by the Tale" (1963) ca Seaton McKettrig
- "Tin Lizzie" (1964)
- "A Fortnight of Miracles" (1965)
- "Fighting Division" (1965)
- "Overproof" (1965) de asemenea ca Johnathan Blake MacKenzie
- "Witness for the Persecution" (1966)
- "The Briefing" (1969)
- "Fimbulsommer" (1970) cu Michael Kurland
- "The Deadly Sky" (1971) ca Ivar Jorgensen
- "Color Me Deadly" (1973)
- "Pride and Primacy" (1974)
- "Reading the Meter" (1974)
- "The Final Fighting of Fion Mac Cumhaill" (1975)
- "Lauralyn" (1977)
- "On the Martian Problem" (1977)
- "The Horror Out of Time" (1978)
- "Polly Plus" (1978)
- "Backstage Lensman" (1978)
- "Frost and Thunder" (1979)
- "Prehistoric Note" (1979)
- "Keepersmith" (1979) cu Vicki Ann Heydron
- "Just Another Vampire Story" (1979)
- The Adventures of "Little Willie"     (1980)
- "Into My Parlor" (1987)
- "Human Reaction" (2009) cu Robert Silverberg
- "The Highest ... Treason" (2009)

### Serii de poezii

#### SeriaPoor Willie
- "I've Got a Little List" (1953)
- "Blaze of Glory" (1955)
- "Backward, Turn Backward" (1960) sau "Backward, Turn Backward ..." (1961)
- "Hot Argument" (1960)
- "Pop!" (1960)
- "Zap!" (1963)
- "La Difference" (1963)

#### SeriaParodies Tossed
"Parodies Tossed" a fost o rubrică  Science Fiction Stories și Future Science Fiction a Columbia Publications.
- "All About 'The Thing'" (1956) sau "Parodies Tossed" (1956)
- "John W. Campbell's 'Who Goes There?'" (1956)
- "Isaac Asimov's 'The Caves of Steel'" (1956)
- "Parodies Tossed: Alfred Bester's 'The Demolished Man'" (1956) sau "Alfred Bester's 'The Demolished Man'" (1956)
- "Parodies Tossed: A. E. van Vogt's 'Slan'" (1956) sau "A. E. van Vogt's 'Slan'" (1956)
- "Parodies Tossed: Isaac Asimov's 'The Caves of Steel'" (1956)
- "Parodies Tossed: James Blish and Michael Sherman's 'The Duplicated Man'" (1956) sau "James Blish and Michael Sherman's 'The Duplicated Man': A Review in Verse" (1956)
- "Parodies Tossed: L. Sprague de Camp's 'Lest Darkness Fall'" (1956) sau "L. Sprague de Camp's 'Lest Darkness Fall'" (1956)
- The last "Parodies Tossed: Immortality, C.O.D." (de Bret Hooper [nu Garrett]) recenzie a lucrării lui Robert Sheckley' - "Immortality Delivered" (iunie, 1960, ultimul număr al revistei Science Fiction Stories)
- "Poul Anderson's 'Three Hearts and Three Lions': A Calypso in Search of a Rhyme" (1979) cu Vicki Ann Heydron (soția sa)

### Poezii
- "Oh No, John" (1955)
- "A Certain Answer" (1958) cu Robert Silverberg (ca Robert Randall)
- "Our Patrol" (1978)
- "El Ropo Tarkas" (1978)
- "Ballade for Convention Lovers" (an?)

Colecția Takeoff Too a inclus o poezie, pe care editorul a intitulat-o "The Egyptian Diamond", care a fost atribuită în mod greșit lui Garrett. A fost scrisă de fapt de Jack Bennett și publicată inițial sub titlu "Ben Ali the Egyptian". Parts of "Ben Ali the Egyptian" were quoted in Garrett's short story "The Foreign Hand Tie."